# Thây ma

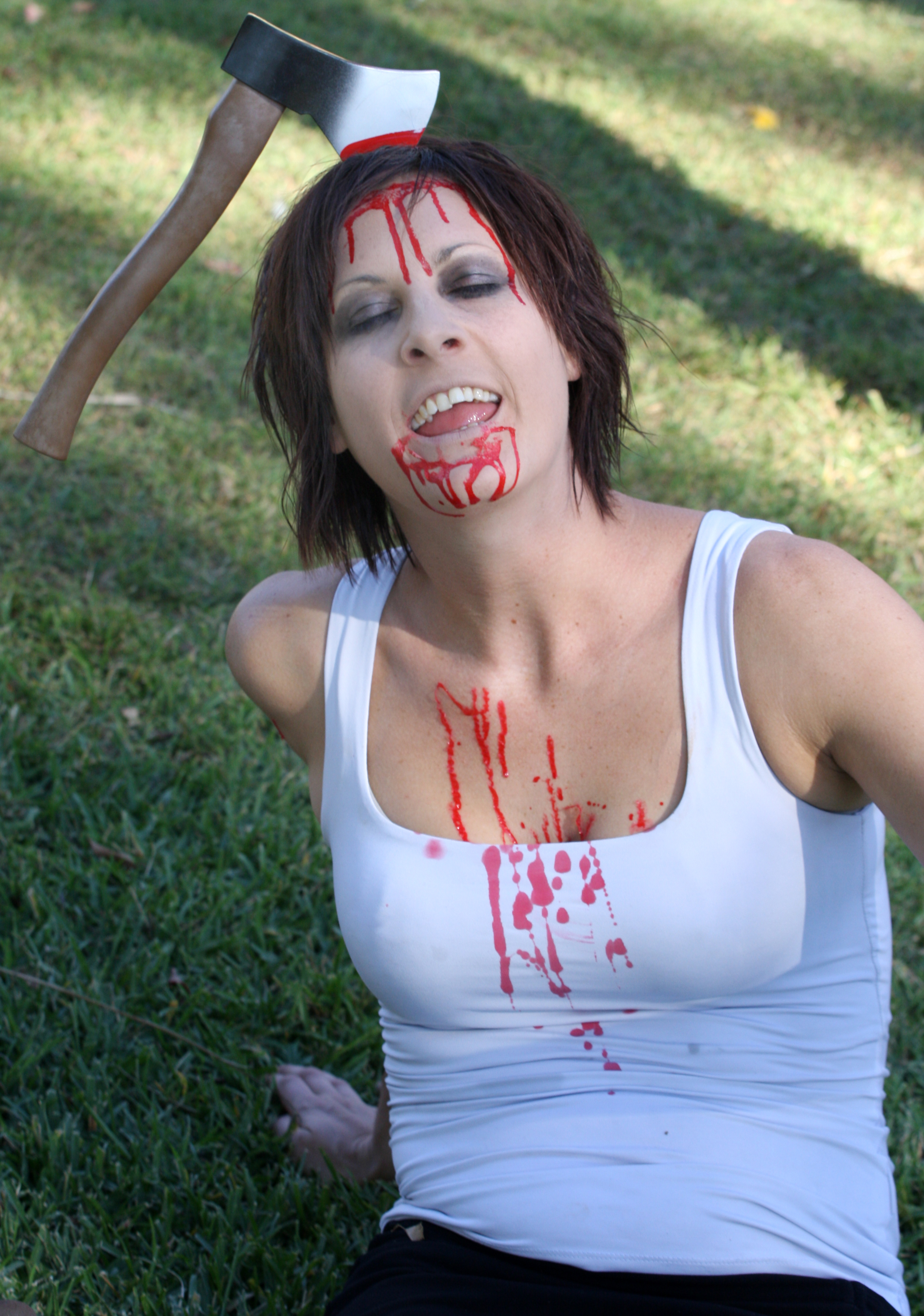
Nữ diễn viên đóng vai thành một thây ma

Thây ma (tiếng Anh: zombie, Creole Haiti: zonbi; tiếng Kongo: zumbi) hoặc xác sống là một xác chết được hồi sinh bằng một cách nào đó. Từ này thường được dùng theo nghĩa bóng để chỉ người bị chết mất hết cả nhận thức và sự tự nhận thức nhưng vẫn có thể đi lại và phản ứng với các kích thích xung quanh. Từ cuối thế kỷ 19, thây ma đã mang tính phổ biến đặc biệt, nhất là trong văn hóa dân gian của Bắc Mỹ và Châu Âu. Trong điện ảnh Hollywood, thây ma phần lớn là những người bị nhiễm virus mà bị biến đổi thành. Trên thực tế, chưa có trường hợp nào phát hiện thây ma ngoài đời thực.

## Hình ảnh

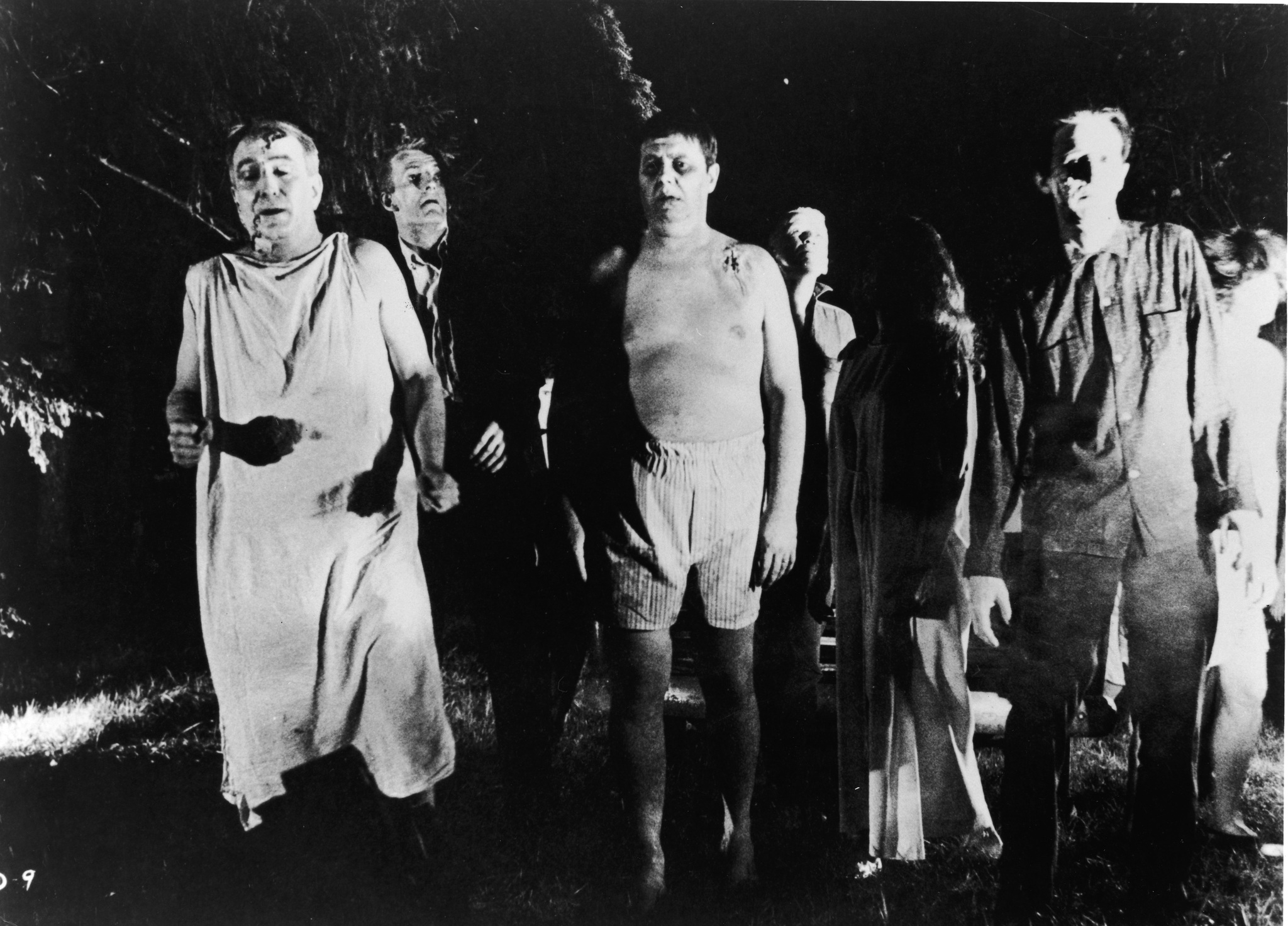
Night of the Living Dead, phim năm 1968 được xem là tiên phong của zombie hư cấu của văn hóa hiện đại
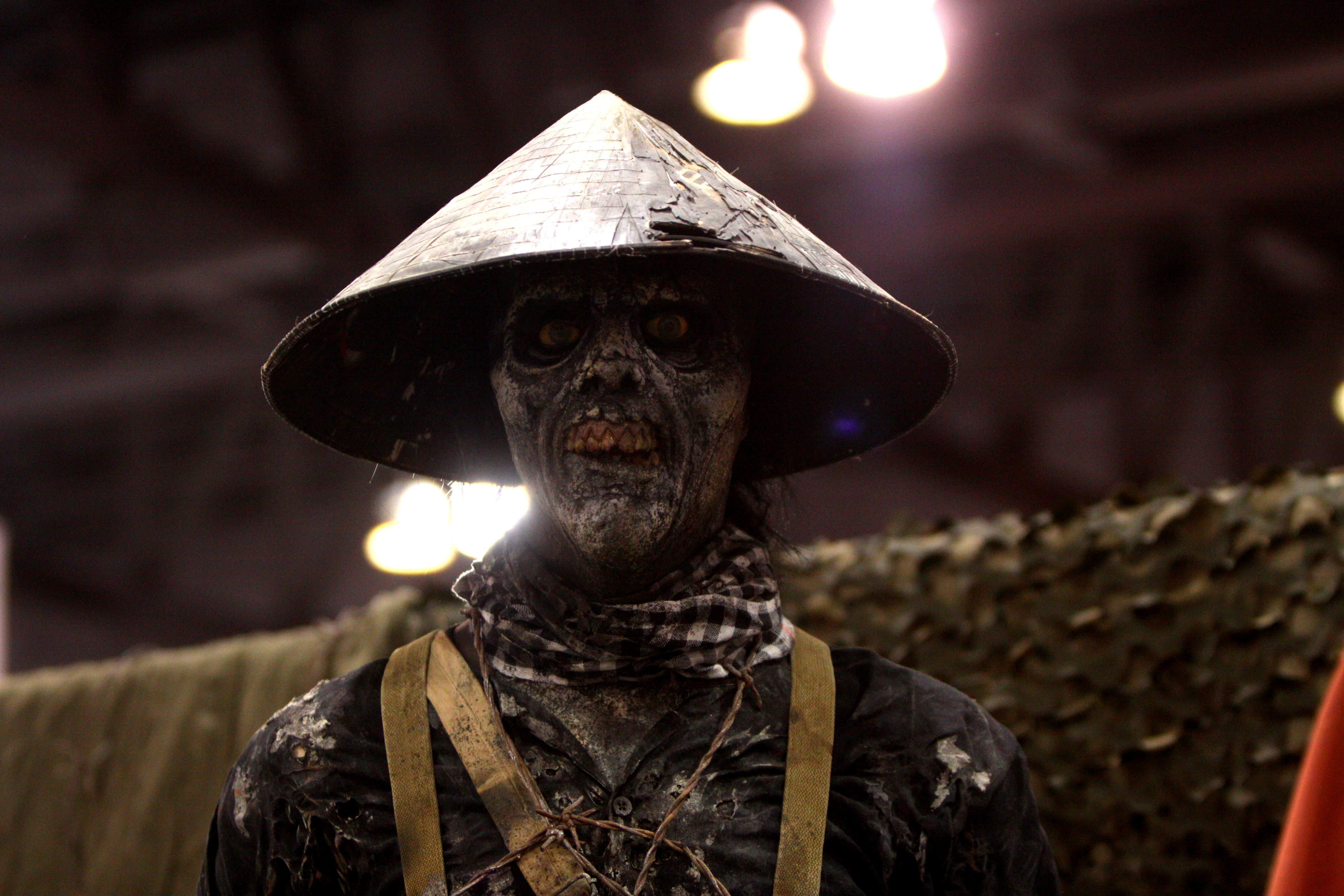
Một hóa trang về xác sống